# جون جيمس
جون جيمس (بالإنجليزية: John James)‏ (و. 1956 – م) هو ممثل، من الولايات المتحدة الأمريكية، ولد في منيابولس، مينيسوتا، هو عضوٌ في الحزب الجمهوري.

## التعليم
تعلم في الأكاديمية الأميركية للفنون المسرحية.

## وصلات خارجية
- جون جيمس على موقع IMDb (الإنجليزية)
- جون جيمس على موقع أول موفي (الإنجليزية)
- جون جيمس على موقع قاعدة بيانات برودواي على الإنترنت (الإنجليزية)
- جون جيمس على موقع إن إن دي بي (الإنجليزية)
- جون جيمس على موقع قاعدة بيانات الفيلم (الإنجليزية)